# Adriano Moreira
Adriano José Alves Moreira ComC • GCC • MOSD • GCSE • GOIH • GCIH • GCCa • MPDN • MPDAHME • MPMA (Macedo de Cavaleiros, Grijó de Vale Benfeito, 6 de setembro de 1922 – 23 de outubro de 2022) foi um advogado, professor universitário de ciência política e relações internacionais e político português.
Estadista e estudioso de assuntos de política internacional, destacou-se pelo seu percurso académico e pela sua ação na qualidade de Ministro do Ultramar, durante o Estado Novo, ao pôr em prática as teses do lusotropicalismo e ao fazer aplicar uma série de reformas. Foi sob o seu Ministério que foi abolido o Estatuto do Indigenato, que foi aprovado o Código de Trabalho Rural e abolido o regime de contratação.
No pós 25 de Abril foi Presidente do Centro Democrático Social (1986–1988 e, interinamente, 1991–1992).

## Biografia
Nasceu perto de Macedo de Cavaleiros, no norte de Portugal, filho do polícia António José Moreira (Macedo de Cavaleiros, Carrapatas, 31 de julho de 1898 – Macedo de Cavaleiros, Grijó de Vale Benfeito, 13 de outubro de 1991) e de sua mulher Leopoldina do Céu Alves (Macedo de Cavaleiros, Grijó de Vale Benfeito, 3 de dezembro de 1905 – Macedo de Cavaleiros, Grijó de Vale Benfeito, 17 de março de 1987).

### O advogado e a política
Licenciou-se em Direito pela Faculdade de Direito da Universidade de Lisboa, em 1944.
Após concluir a licenciatura em Direito, iniciou a sua carreira profissional na função pública, como jurista no Arquivo Geral do Registo Criminal e Policial, em 1944.
Posteriormente, em 1947, é admitido no departamento jurídico da sucursal em Portugal da General Electric. Ao mesmo tempo que integra esta empresa multinacional, irá realizar o estágio de advocacia, junto de Teófilo Carvalho dos Santos, advogado conotado com a oposição ao salazarismo. Advogado geral de todas as empresas da General Electric, chegaria a vice-presidente do Conselho de Administração deste grupo, onde pontificava José Bacelar Bebiano, ex-ministro das Colónias.
Enquanto jovem, começa por ser simpatizante da Oposição Democrática, assinando inclusive uma lista do Movimento de Unidade Democrática (MUD), em 1945.
Em 1948, acompanha Teófilo Carvalho dos Santos na assistência jurídica à família do general José Marques Godinho. Em causa estava uma ação instaurada pela família do general contra o então Ministro da Guerra, Fernando dos Santos Costa, na qual a viúva e filhos do general apresentavam uma queixa contra o Ministro, por homicídio voluntário de Marques Godinho, que, estando preso por ordem do Ministro, sucumbira aos problemas cardíacos de que padecia. O general fora preso em virtude da sua participação no movimento de Junta de Libertação Nacional, também conhecido como a Abrilada de 1947, que visava a reposição do ideal democrático do golpe de 28 de maio de 1926. Por causa da defesa da família de Marques Godinho, acaba preso, tal como a viúva e um filho do general, no Aljube, acusado de «ofensa à dignidade do Estado». É então companheiro de cela de Mário Soares, que ali se encontrava preso, também por motivos políticos.
Contudo, o passar dos anos e o estudo das teses lusotropicalistas levam-no a aproximar-se do regime do Estado Novo; mesmo mantendo relações de amizade com anti salazaristas históricos, como Fernando de Abranches Ferrão e Acácio de Gouveia, além do já referido Carvalho dos Santos.

### O professor
Concorreu a professor na Escola Superior Colonial, atual ISCSP, onde viria a ascender a diretor. Contribuindo largamente para a reforma do ISCSP, iniciou neste instituto o estudo de ciências como a sociologia, a ciência política, as relações internacionais e ciências associadas a estas, como a Estratégia e a Geopolítica — dando, assim, continuação ao projeto da Sociedade de Geografia de Lisboa, para a construção de uma instituição formadora dos quadros administrativos coloniais.

### O político do Estado Novo

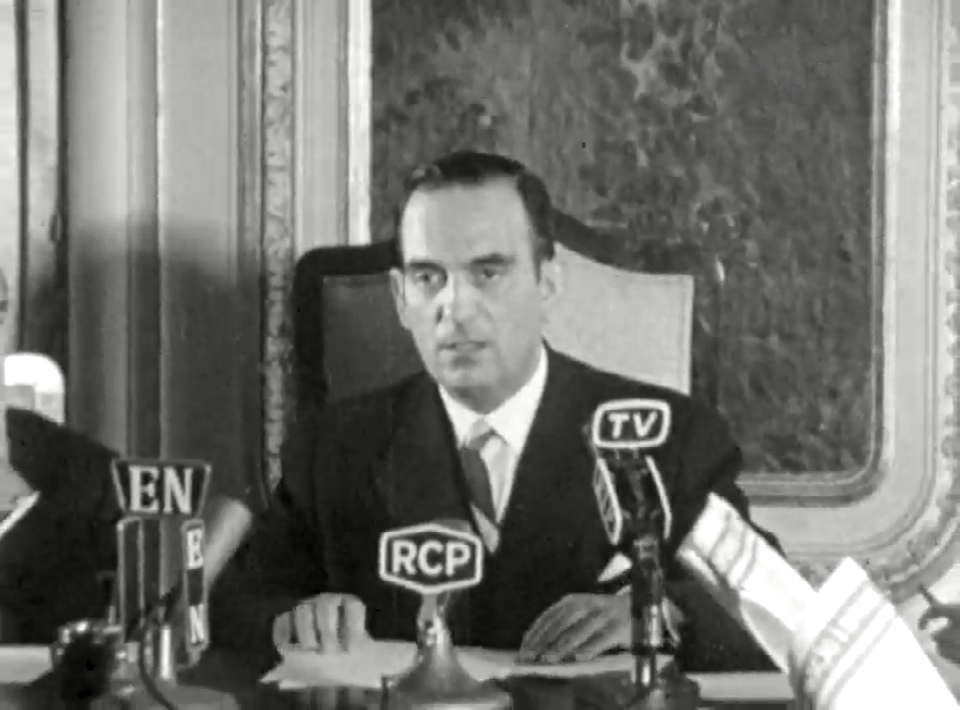
Adriano Moreira enquanto Ministro do Ultramar numa conferência de imprensa em 1962

Em 1956, Adriano Moreira foi incumbido de defender a posição portuguesa, na Assembleia Geral da ONU, face à exigência de descolonizar os «non self-governing territories».
Posteriormente, Salazar chamou-o para Subsecretário de Estado da Administração Ultramarina, em 1959, e para Ministro do Ultramar, em 1961, cargo em que se manteve até 1963.
Foi, juntamente com Manuel Sarmento Rodrigues, um dos responsáveis diretos pela introdução institucional, nos anos 1950, do lusotropicalismo de Gilberto Freyre no ideário do Estado Novo e nos meios universitários portugueses.
Em 1962, quando era Ministro de Ultramar teve um papel ativo na perseguição política de que foi alvo o Professor Vitorino Magalhães Godinho. Aquando da Crise académica de 1962 que abalou o Estado Novo, Magalhães Godinho solidariza-se com os estudantes, pelo que é alvo de um processo disciplinar que termina com a sua demissão compulsiva do Instituto Superior de Ciências Sociais e Política Ultramarina (ISCSPU) onde Adriano Moreira era o presidente. Magalhães Godinho foi demitido por ter apoiado o movimento estudantil e ter denunciado Adriano Moreira pela sua incompetência enquanto mentor da referida escola. Magalhães Godinho recorreu aos tribunais, Ganhou o recurso para o Supremo Tribunal Administrativo, foi-lhe dada razão, e foi reintegrado, contudo foi-lhe movido um novo processo e foi novamente expulso – as duas decisões foram publicadas no mesmo Diário do Governo. Magalhães Godinho culpará sempre Adriano Moreira pelas sua expulsão. Após ter sido expulso Magalhães Godinho viveu desempregado e com dificuldades financeiras durante grande parte da década de 1960. Só na década de 1970, foi convidado a voltar a França para ocupar um lugar na Universidade de Clermont-Ferrand. Mais tarde Magalhães Godinho dirá “Tive a honra de ser o único professor catedrático demitido.”
Em setembro de 1962 também entrou em choque com o General Venâncio Augusto Deslandes e demitiu-o. O General Deslandes assumiu funções de 117.º Governador-Geral e também Comandante Chefe das Forças Armadas em Angola quando a luta armada da UPA assolava ainda o Norte de Angola. Controlada a situação, e concluída a reocupação de todo o Norte, através da Operação Viriato, o General Deslandes lançou um vasto plano de fomento para Angola, o chamado “plano Deslandes” que incluía a criação de uma Universidade em Luanda. As iniciativas reformistas do General Deslandes encontraram forte resistência em Adriano Moreira que o demitiu.
Na sua ação como governante — coincidindo com a eclosão da Guerra Colonial em Angola — viria estabelecer uma política reformista, que teve como principal marca a abolição do Estatuto do Indigenato (que impedia a quase totalidade dos habitantes das colónias de adquirir a nacionalidade portuguesa) permitindo a esses indígenas aceder à cidadania portuguesa, usufruindo do direito a fixarem-se e circularem em todas as parcelas do território nacional e também do acesso à educação. Levou também a cabo a adoção de um Código de Trabalho Rural, criou escolas do Magistério Primário, fundou o ensino superior nas colónias, ao fazer arrancar os Estudos Gerais Universitários, em Angola e Moçambique.
Salazar manifestou-lhe posteriormente que não podia concordar com várias das suas políticas, afirmando-lhe que mudaria de ministro se não as alterasse. Segundo conta o próprio, comunicou então a Salazar que «Vossa Excelência acaba de mudar de ministro». Entrevistado pela RTP2 em 2014, afirmaria que "Salazar já estava ultrapassado no seu tempo".
Apesar da intenção reformista, a sua ação e a sua defesa da tese lusotropicalista não são isentas de controvérsia; até porque o seu ministério coincidiu com a eclosão da guerra. Por isso, afirma o historiador brasileiro João Alberto da Costa Pinto, foi nesse período que se deu a organização, a partir de 1961, da resistência armada das tropas portuguesas contra os primeiros levantes nacionalistas das colónias e a instituição em Angola das práticas repressivas da PIDE, alegação que recusa na sua autobiografia.

### O campo de concentração do Tarrafal
Através da Portaria n.º 18.539, de 17 de junho de 1961, assinada pelo Ministro do Ultramar Adriano Moreira ao abrigo dos artigos 4.º e 5.º do Decreto n.º 43.600, de 14 de abril de 1961, foi criado, em Chão Bom (Ilha de Santiago, Cabo Verde), o campo de concentração do Tarrafal, oficialmente "Campo de Trabalho de Chão Bom".
O Decreto n.º 43.600, de 14 de abril de 1961, assinado pelo Ministro do Ultramar Vasco Lopes Alves, deu execução ao Decreto Lei n.º 39.997, de 29 de dezembro de 1954:
- Autorizando a construção na ilha de Santo Antão (Cabo Verde) de um estabelecimento destinado ao cumprimento das medidas de tutela previstas no artigo 3.º do Decreto Lei n.º 39.997, de 29 de dezembro de 1954 (artigo 1.º).[20]

O corpo do artigo 3.º do Decreto Lei n.º 39.997, de 29 de dezembro de 1954, estabelece o seguinte: «As penas maiores e as medidas de segurança serão cumpridas nos estabelecimentos especialmente construídos para tal efeito, em conformidade com o disposto no Decreto Lei n.º 26643.»
- Prevendo que «em cada província, e conforme as necessidades, poderão ser instituídos estabelecimentos provisórios para os fins do capítulo II do Decreto Lei n.º 39.997, de 29 de dezembro de 1954 (artigo 4.º);

O capítulo II do Decreto Lei n.º 39.997, de 29 de dezembro de 1954, tem como título «Dos indígenas» e estabelece no seu primeiro artigo (artigo 8.º) o seguinte: «Os estabelecimentos prisionais privativos dos indígenas destinam-se à detenção e ao cumprimento da pena de trabalhos públicos ou de trabalho correcional.»
- Determinando que compete ao Ministro do Ultramar regulamentar, por portaria, os estabelecimentos nele previstos (artigo 5.º).

Estranhamente, a portaria não refere onde se situa a localidade de Chão Bom. O Campo de Trabalho de Chão Bom foi colocado a funcionar onde anteriormente tinha funcionado o Campo do Tarrafal. Além do campo de trabalho de Chão Bom, na ilha de Santiago, em Cabo Verde, criou igualmente o campo de trabalho de Missombo, através da Portaria n.º 18.702, de 24 de agosto de 1961.

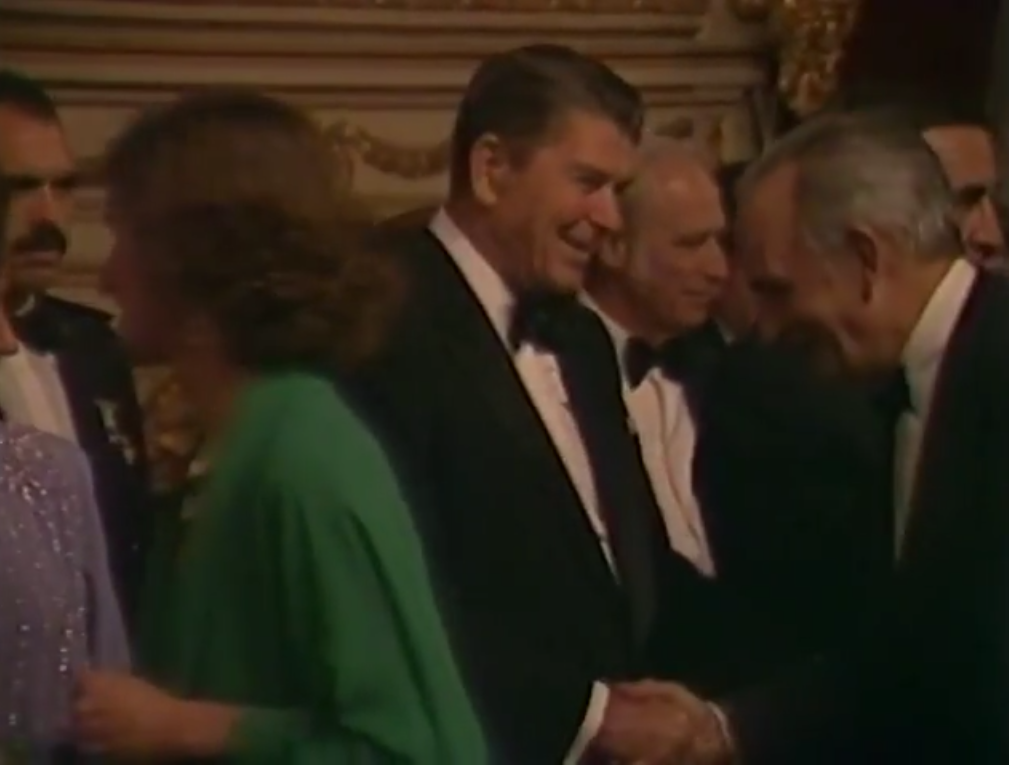
Adriano Moreira com o Presidente dos Estados Unidos Ronald Reagan em 1985.

### O político após a Revolução do 25 de Abril
Após o 25 de Abril, aderiu ao Partido do Centro Democrático Social, sendo seu deputado à Assembleia da República.
Foi igualmente presidente deste partido de 1986 a 1988 e, interinamente, de 1991 a 1992. Foi deputado à Assembleia da República até 1995, quando renunciou ao mandato.
Em 2015, foi indicado pelo CDS-PP para o Conselho de Estado, exercendo funções até 2019.

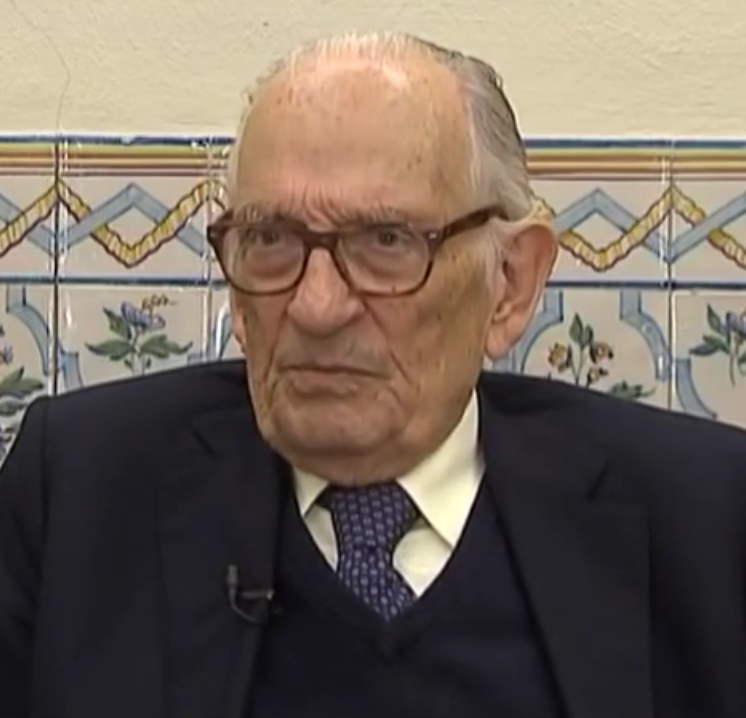
Adriano Moreira em 2015

## Morte
Adriano Moreira faleceu aos 100 anos, na manhã do dia 23 de outubro de 2022.

## Família
Casou em Sintra, São Martinho, a 30 de agosto de 1968, com Isabel Mónica Maia de Lima Mayer (Lisboa, Mercês, 2 de agosto de 1945), filha de Bernardo de Lima Mayer (Sintra, São Martinho, 16 de junho de 1918 – ?) e da sua mulher Maria Isabel de Carvalho Maia (Lisboa, Mercês, 2 de fevereiro de 1923), cujo avô paterno tinha ascendência judaica asquenaze e sefardita e cuja avó paterna era de origem irlandesa e prima-tia em segundo grau de Fernando Ulrich. O casal teve seis filhos e filhas, uma das quais é a deputada na Assembleia da República e dirigente nacional do partido socialista, Isabel Moreira.

## Legado teórico-metodológico
A sua obra de seria tributária de uma escola racionalista apoiada em vultos como Grotius, Vitória e Suárez, e teria construído uma via intermédia relativamente às diferentes correntes idealistas e realistas no estudo académico de Relações Internacionais (RI), a par de Raymond Aron e dos autores da escola inglesa de RI como Martin Wight, Hedley Bull e Herbert Butterfield, assente na tensão normativa entre sociedade e comunidade internacional.

## Cargos políticos
- Membro da delegação Portuguesa na ONU (1957-1959) - independente
- Subsecretário de Estado da Administração Ultramarina (1960-1961) - independente
- Ministro do Ultramar (1961-1963) - independente
- Presidente do CDS (1986-1988 e, interinamente, 1991-1992)
- Deputado da Assembleia da República (1979-1991) - CDS-PP
- Vice-presidente da Assembleia da República (1991-1995) - CDS-PP[28]
- Eleito para o Conselho de Estado em 18 de dezembro de 2015 até 2019[29]

## Curriculum Vitæ
- Desempenhou ou destacou-se nas funções de Professor - geralmente na área de Relações Internacionais - no Instituto Superior Naval de Guerra, na Escola de Comando e Estado-Maior do Exército, na Pontifícia Universidade Católica do Rio de Janeiro, na Universidade Aberta, na Universidade Internacional, na Universidade Católica Portuguesa e foi Professor Emérito da Universidade Técnica de Lisboa.

Foi ainda Professor Honorário da Universidade de Santa Maria.

## Distinções
- Doutor honoris causa pela Universidade de Aveiro, Universidade Aberta, Universidade da Beira Interior, Universidade dos Açores (2016), Universidade Federal do Amazonas, Universidade de Brasília, Universidade de São Paulo, Universidade do Rio de Janeiro, Universidade Federal da Bahia, Universidade Federal de Pernambuco e Universidade do Mindelo.
- Membro da Academia Brasileira de Letras, da Academia Pernambucana de Letras, da Academia Internacional de Direito e Economia de São Paulo, da Academia Internacional da Cultura Portuguesa, da Academia das Ciências de Lisboa, da Academia de Marinha, da Real Academia de Ciencias Morales y Políticas e da Academia Portuguesa da História. Membro correspondente da Academia Galega da Língua Portuguesa.
- Curador Honorário da Fundação Oriente e atual Curador da Universidade Candido Mendes.
- Presidente honorário da Sociedade de Geografia de Lisboa, preside e fundou a Academia Internacional da Cultura Portuguesa, preside internacionalmente ao Centro Europeu de Informação e Documentação (CEDI), preside ao Conselho de Fundadores do Instituto D. João de Castro, à assembleia-geral da Associação Portuguesa de Ciência Política e ao Conselho Nacional de Avaliação do Ensino Superior (desde 1998).
- Foi cofundador do Movimento da União das Comunidades de Língua Portuguesa e presidiu aos seus dois primeiros congressos em Lisboa e Lourenço Marques.
- Sócio e membro do Conselho Supremo de Sociedade Histórica da Independência de Portugal
- Sócio Honorário do Movimento Internacional Lusófono (MIL).
- Prémio Personalidade Lusófona 2012, concedido pelo Movimento Internacional Lusófono (MIL).
- Membro do Instituto de Estudos Políticos de Vaduz, do Movimento Paneuropa de Coudenhouve-Kalergi, do Conselho da Fundação Luís Molina da Universidade de Évora,
- Diretor do Centro de Estudos Políticos e Sociais da Junta de Investigação Científica do Ultramar;
- Membro do Concílio de Honra da Matriz Portuguesa - MPADC - Associação para o Desenvolvimento da Cultura e do Conhecimento.
- Prémio Abílio Lopes do Rego, da Academia das Ciências de Lisboa, pelo seu estudo O Problema Prisional do Ultramar, em 1953.[32]
- A cidade de Bragança homenageou-o, dando o seu nome ao Centro Cultural[33] e à Biblioteca. [34]

## Condecorações[35][36]
- Comendador da Ordem Militar de Cristo de Portugal (5 de setembro de 1957)
- Grande-Oficial da Ordem do Infante D. Henrique de Portugal (3 de janeiro de 1961)
- Grã-Cruz da Ordem Militar de Cristo de Portugal (19 de dezembro de 1962)
- Medalha de Ouro de Serviços Distintos da Marinha de Portugal (? de ? de 19??)
- Medalha de 1.ª Classe de Mérito Aeronáutico de Portugal (? de ? de 19??)
- Medalha de 1.ª Classe da Defesa Nacional de Portugal (? de ? de 19??)
- Medalha de 1.ª Classe de D. Afonso Henriques - Mérito do Exército de Portugal
- Cavaleiro-Grã-Cruz Honorário da Real Ordem Vitoriana de África da Grã-Bretanha e Irlanda do Norte (? de ? de 19??)
- Excelentíssimo Senhor Grã-Cruz da Ordem de Isabel a Católica de Espanha (18 de julho de 1961)[37]
- Grã-Cruz da Ordem Nacional do Cruzeiro do Sul do Brasil (? de ? de 19??)
- Cavaleiro de Grã-Cruz da Ordem de São Silvestre Papa do Vaticano ou da Santa Sé (? de ? de 19??)
- Comendador da Ordem de Ouissam Alaoui de Marrocos (6 de fevereiro de 1992)
- Grã-Cruz da Ordem Militar de Sant'Iago da Espada de Portugal (10 de junho de 1992)
- Medalha de Mérito Cultural de Portugal (9 de fevereiro de 2004)
- Grã-Cruz da Ordem do Infante D. Henrique de Portugal (9 de outubro de 2017)
- Grã-Cruz da Ordem de Camões de Portugal (5 de junho de 2022)

## Principais obras
- Direito Corporativo  (Lisboa, 1950)
- O Problema Prisional do Ultramar (Lisboa, 1953)[38]
- Administração da Justiça aos Indígenas (Lisboa, 1955)
- Política Ultramarina  (Lisboa, 1956)
- Ideologias Políticas  (Lisboa, 1964)
- O Tempo dos Outros  (Lisboa, 1968)
- Política Internacional  (Porto, 1970)
- A Europa em Formação  (Lisboa, 1974)
- Saneamento Nacional  (Lisboa, 1976)
- O Drama de Timor  (Lisboa, 1977)
- Legado Político do Ocidente - Colaboração -  (São Paulo, 1978)
- Ciência Política  (Lisboa, 1979)
- Direito Internacional Público  (Lisboa, 1983)

 Teoria das Relações Internacionais  (Coimbra, 1996)